# Legendrena angavokely
Legendrena angavokely is een spinnensoort uit de familie Gallieniellidae. De soort komt voor in Madagaskar.